# 赤い武功章

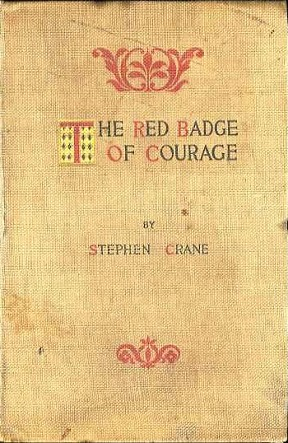

『赤い武功章』（あかいぶこうしょう、The Red Badge of Courage）は、アメリカ合衆国の作家スティーヴン・クレインによる小説であり、その代表作。南北戦争を舞台にした物語である。戦地から逃亡する北軍の若い二等兵ヘンリー・フレミングについて描かれる。不名誉を乗り越え、自身の臆病さに対抗し『赤い武功章』である負傷を切望する。彼の連隊が再度敵と相対した時、ヘンリーは旗手を務める。
クレインは南北戦争後に生まれ、直接の戦争体験がないにもかかわらず、この小説はそのリアリズムで知られている。1893年、彼の第2作目として書き始められ、この時代に起こった様々な出来事や『The Century Magazine 』などの記事から思いついて書かれた。チャンセラーズヴィルの戦いをベースにして書かれたとされ、彼はオレンジ・ブロッサムズの名で知られる第124志願歩兵連隊の退役軍人にインタビューも行なった。1894年12月、新聞の短編連載として始められ、1895年10月、小説として刊行。1982年、クレインのオリジナル原稿をもとにした長編版が刊行された。
色の表現を繰り返し用い、皮肉なトーンで現実的な戦争のシークエンスを含む独特なスタイルで知られる。伝統的な戦争物語と違い、軍隊から逃げた兵士である主人公の外部世界よりも内的経験を描いている。『恐怖の心理学的描写』の使用が顕著であり、小説のアレゴリーと象徴的性質はしばしば批評家により議論される。この小説の主題は成熟、勇壮、臆病、自然への無関心である。
『赤い武功章』は広く称賛され、H・G・ウェルズは刊行後すぐに「熱狂的に称賛」すると語り、クレインは24歳で注目を集める作家となった。一方、発表当初からクレインの未熟さを指摘する批評もあり、南北戦争に従軍した経歴を持つ作家アンブローズ・ビアスからは中傷を浴びせられた。何度か映画化され、この小説はベストセラーとなった。いまだ絶版ではなく、現在、クレインの最も重要な作品であり、アメリカでも一流の作品とされている。

## あらすじ
『赤い武功章』は、南北戦争の最中、北軍の志願兵として戦場に赴く、主人公ヘンリーが戦争への恐怖に圧倒されながら、次第に勇敢な兵士として成長していく、ヘンリーの人間心理を精密に描いた作品である。

## 日本語訳
- 『赤い武功章』林信行・横沢四郎訳 新鋭社 1956
- 『赤い武功章 他三編』西田実訳 岩波文庫 1974
- 『赤い武功章』繁尾久訳 旺文社文庫 1977
- 『赤い武勇章 他二編』谷口陸男・沢田和夫訳 八潮出版社 1984
- 『勇気の赤い勲章』藤井光訳 光文社古典新訳文庫 2019